# 1712 год в литературе

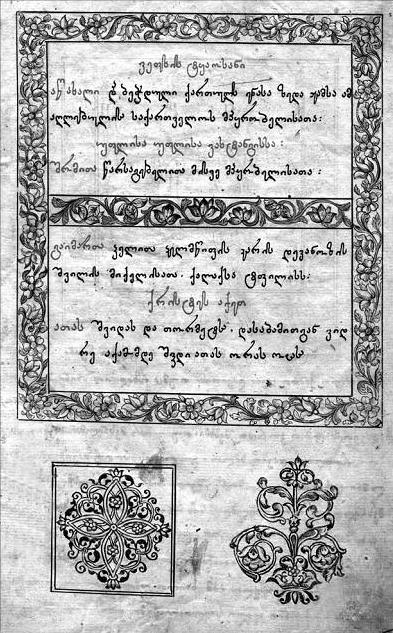
Титульный лист поэмы Шота Руставели «Витязь в тигровой шкуре», напечатанной в Тбилиси в 1712 году под покровительством Вахтанга VI Картли.

## События
- Основана Национальная библиотека Испании.
- Вышел последний номер журнала «Зритель» (The Spectator), издававшегося ирландским писателем и журналистом Ричардом Стилом.
- Английская писательница Мэри Монтегю и сэр Эдвард Уортли Монтегю тайно обвенчались.

## Книги
- Опубликована ироикомическая поэма «Похищение локона» Александра Поупа.
- Джонатан Свифт издал памфлет «Предложение об исправлении, улучшении и закреплении английского языка» (A Proposal for Correcting, Improving and Ascertaining the English Tongu).
- В Тбилиси впервые напечатана поэма Шота Руставели «Витязь в тигровой шкуре».
- Опубликован роман французского драматурга и прозаика Пьера де Мариво «Фарзамон, или Новый Дон-Кихот».
- Сочинение Джога Арбетнота «История Джона Булля».
- Вышла философская работа Джорджа Беркли «Пассивное повиновение».
- Опубликована книга Вудса Роджерса «Кругосветное путешествие» (A Cruising Voyage round the World: first to the South-Sea, thence to the East-Indies, and homewards by the Cape of Good Hope).

## Пьесы
- «The Perplex’d Lovers» Сузанны Центливр, английской драматической писательницы, поэтессы, драматурга.
- «Осторожный и справедливый отец, или Криспен, удачливый плут» французского драматурга и прозаика Пьера де Мариво.

## Родились
- 22 марта — Эдвард Мур, английский драматург и поэт (умер в 1757).
- 24 июня — Джулиано Кассиани, итальянский поэт (умер в 1778).
- 28 июня — Жан-Жак Руссо, французский мыслитель, философ, писатель (умер в 1778).
- 15 сентября — Пьер Симон Фурнье, французский типограф (умер в 1768)
- 1 ноября — Антонио Дженовези, итальянский писатель (умер в 1769).
- 11 декабря — Франческо Альгаротти, венецианский искусствовед, издавший книгу о путешествии в Россию (умер в 1764).
- 25 декабря — Пьетро Кьяри, итальянский поэт и романист (умер в 1785).
- Александр-Гийом де Муасси, французский поэт и писатель (умер в 1777).
- Ричард Гловер, английский поэт и писатель (умер в 1785).
- Бхарат Чандра Рай, бенгальский поэт и композитор (умер в 1760).
- Саят-Нова, армянский поэт и ашуг, мастер любовной лирики (умер в 1795).

## Умерли
- 25 января — Генрих Вильгельм Лудольф, немецкий филолог, автор первой грамматики русского языка (1696) на латинском языке (род. в 1655).
- 5 апреля — Ян Лёйкен, голландский иллюстратор и поэт (род. в 1649).
- 10 апреля — Юсуф Наби, турецкий поэт и писатель (род. в 1642).
- 11 апреля — Ришар Симон, французский монах, отец новозаветной исагогики (род. в 1638).
- 30 апреля — Филипп ван Лимборх, голландский богослов, писатель (род. в 1633).
- 10 июня — Кристиан Франц Пауллини, немецкий учёный-энциклопедист, писатель (род. в 1643).
- 30 июля — Поль Таллеман Младший, французский аббат и писатель (род. в 1642).
- 3 августа — Джошуа Барнс, английский учёный, филолог-классик, эллинист, историк, писатель, переводчик (род. в 1654).
- Мир Мухаммед Амин-и Бухари, историк эпохи Бухарского ханства, главное сочинение «Убайдулла-наме» (род. в 1655).
- Николай Костин, молдавский летописец и писатель (род. в 1660).
- Гасьен де Куртиль де Сандра, французский писатель, журналист, публицист и мемуарист, наиболее известный своей книгой «Мемуары господина д’Артаньяна» (1700), впоследствии использованной Александром Дюма для создания трилогии «Три мушкетёра», «Двадцать лет спустя» и «Виконт де Бражелон» (род. в 1644).
- Вардан Кафаеци, армянский поэт (род. в 1615).
- Херонимо Мартин Каро и Сехудо, испанский филолог и поэт (род. в 1630).
- Христиан Рейтер, немецкий писатель, драматург, сатирик (род. в 1665).